# The Rolling Stones 2nd British Tour 1965
The Rolling Stones 2nd British Tour 1965 – siedemnasta w historii i dziesiąta z jedenastu tras odbytych w 1965 roku przez grupę The Rolling Stones.

## The Rolling Stones
- Mick Jagger – wokal prowadzący, harmonijka
- Keith Richards – gitara, wokal wspierający
- Brian Jones – gitara, harmonijka, wokal wspierający
- Bill Wyman – gitara basowa, wokal wspierający
- Charlie Watts – perkusja, instrumenty perkusyjne

## Lista koncertów
| Data                            | Miasto           | Kraj    | Miejsce                  |
| ------------------------------- | ---------------- | ------- | ------------------------ |
| 24 września 1965 2 koncerty     | Londyn           | Anglia  | Astoria Theatre          |
| 25 września 1965 2 koncerty     | Southampton      | Anglia  | Gaumont Theatre          |
| 26 września 1965 2 koncerty     | Bristol          | Anglia  | Colston Hall             |
| 27 września 1965 2 koncerty     | Cheltenham       | Anglia  | Odeon Theatre            |
| 28 września 1965 2 koncerty     | Cardiff          | Walia   | Capitol Theatre          |
| 29 września 1965 2 koncerty     | Shrewsbury       | Anglia  | Granada Theatre          |
| 30 września 1965 2 koncerty     | Hanley           | Anglia  | Gaumont Theatre          |
| 1 października 1965 2 koncerty  | Chester          | Anglia  | ABC Theatre              |
| 2 października 1965 2 koncerty  | Wigan            | Anglia  | ABC Theatre              |
| 3 października 1965 2 koncerty  | Manchester       | Anglia  | Odeon Theatre            |
| 4 października 1965 2 koncerty  | Bradford         | Anglia  | Gaumont Theatre          |
| 5 października 1965 2 koncerty  | Carlisle         | Anglia  | ABC Theatre              |
| 6 października 1965 2 koncerty  | Glasgow          | Szkocja | Odeon Theatre            |
| 7 października 1965 2 koncerty  | Newcastle        | Anglia  | Newcastle City Hall      |
| 8 października 1965 2 koncerty  | Stockton-on-Tees | Anglia  | ABC Theatre              |
| 9 października 1965 2 koncerty  | Leeds            | Anglia  | Odeon Theatre            |
| 10 października 1965 2 koncerty | Liverpool        | Anglia  | Liverpool Empire Theatre |
| 11 października 1965 2 koncerty | Sheffield        | Anglia  | Gaumont Theatre          |
| 12 października 1965 2 koncerty | Doncaster        | Anglia  | Gaumont Theatre          |
| 13 października 1965 2 koncerty | Leicester        | Anglia  | De Montfort Hall         |
| 14 października 1965 2 koncerty | Birmingham       | Anglia  | Odeon Theatre            |
| 15 października 1965 2 koncerty | Cambridge        | Anglia  | Regal Theatre            |
| 16 października 1965 2 koncerty | Northampton      | Anglia  | ABC Theatre              |
| 17 października 1965 2 koncerty | Londyn           | Anglia  | Granada Theatre, Tooting |